# Зелёная линия (Стокгольмский метрополитен)
Зелёная линия (швед. Gröna linjen) — линия Стокгольмского метрополитена, открывшаяся в 1950 году. Первоначально использовала туннель для скоростного трамвая, построенный в 1933 году. На линии действуют три маршрута — T17, T18 и T19.
Общая протяжённость линии 41,25 км. Располагается на ней в общей сложности 49 станций, 9 из которых бетонные, 3 построены в горной породе и 37 находятся на поверхности. Большая часть путей была преобразована из линии подземного трамвая. Обслуживает 482 000 пассажиров за один рабочий день (2006) и примерно 146 млн в год (2005). Станции на зелёной ветви наиболее близко расположены друг к другу. Между Slussen и Medborgarplatsen всего 449 м. Между Hötorget и T-Centralen 530 м, между Odenplan и S:t Eriksplan 664 м.
Первая часть линии была открыта 1 октября 1950 (поезд курсировал между станциями Slussen и Hökarängen). Участок от Hässelby до Gullmarsplan общий для всех трёх маршрутов (T17 начинается на станции Åkeshov, а T18 на станции Alvik). После Gullmarsplan линия T19 отклоняется в западном направлении до конечной остановки Hagsätra. Две другие расстаются станцию позже на остановке Skärmarbrink, T18 следует на юг до Farsta strand, T17 на восток до Skarpnäck.
Итого линия фактически функционирует как три самостоятельные ветви
Т17 Åkeshov — Skarpnäck
Т18 Alvik — Farsta strand
Т19 Hässelby strand — Hagsätra
Большая часть линии находится на поверхности, самый длинный тоннель находится на участке Gamla stan — Odenplan — мост S:t Eriksbron (3,4 км), Slussen — мост Skanstullsbron (южный тоннель 1,5 км), мост S:t Eriksbron — Lindhagensplan (Кунгсхольмен 1,2 км).

## Пассажиропоток
Наиболее высокий среднесуточный пассажиропоток на Зелёной линии наблюдался на станции метро Т-Централен (по состоянию на 2015 год).
| №  | Станция         | Среднесуточный пассажиропоток |
| -- | --------------- | ----------------------------- |
| 1  | Т-Централен     | 82 200                        |
| 2  | Слюссен         | 40 600                        |
| 3  | Гулльмарсплан   | 39 500                        |
| 4  | Хёторьет        | 33 600                        |
| 5  | Фридхемсплан    | 30 400                        |
| 6  | Родмансгатан    | 28 100                        |
| 7  | Сканстулль      | 53 400                        |
| 8  | Уденплан        | 24 700                        |
| 9  | Санкт Эриксплан | 23 000                        |
| 10 | Мидборьярплацен | 21 600                        |

## Пересадки
| Пересадка на линию | Со станции                             |
| ------------------ | -------------------------------------- |
| Синяя линия        | Фридхемсплан Т-Централен Гулльмарсплан |
| Красная линия      | Т-Централен Гамла стан Слюссен         |
| Жёлтая линия       | Уденплан Гулльмарсплан                 |

## Закрытия на линии
С 25 марта по 17 августа 2008 происходило техническое обновление этой старейшей линии стокгольмского метро. Участок от Blåsut до Farsta strand был закрыт, а подземное сообщение приостановлено и заменено на автобусное. Значительному обновлению в то время были подвергнуты не только железнодорожные пути, но и здания станций.
Также линия закрывалась с 21 марта по 25 сентября 2011 на участке Гулльмарсплан — Хагсетра, закрытый участок был заменён автобусами.
И закрывали участок Альвик — Бруммаплан, с 11 по 27 июля 2014 года.
С 16 июля по 12-е августа 2019 года из-за ремонтных работ не осуществляется движение между станциями Т-Централен и Слюссен. На данном участке организована пересадка через Красную линию (Стокгольмский метрополитен)

## Маршруты

### T17
- Окесхов (Åkeshov)
- Бруммаплан (Brommaplan)
- Абрахамсберг (Abrahamsberg)
- Стура моссен (Stora mossen)
- Альвик (Alvik)
- Кристинеберг (Kristineberg)
- Торильдсплан (Thorildsplan)
- Фридхемсплан (Fridhemsplan)
- Санкт Эриксплан (Sankt Eriksplan)
- Уденплан (Odenplan)
- Родмансгатан (Rådmansgatan)
- Хёторьет (Hötorget)
- Т-Сентрален (T-Centralen)
- Гамла стан (Gamla stan)
- Слюссен (Slussen)
- Мидборьярсплацен (Medborgarsplatsen)
- Сканстулль (Skanstull)
- Гулльмарсплан (Gullmarsplan)
- Шермарбринк (Skärmarbrink)
- Хаммарбюхёйден (Hammarbyhöjden)
- Бьёркхаген (Björkhagen)
- Щеррторп (Kärrtorp)
- Багармоссен (Bagarmossen)
- Скарпнек (Skarpnäck)

### T18
- Альвик (швед. Alvik)
- Кристинеберг (Kristineberg)
- Торильдсплан (Thorildsplan)
- Фридхемсплан (Fridhemsplan)
- Санкт Эриксплан (Sankt Eriksplan)
- Уденплан (Odenplan)
- Родмансгатан (Rådmansgatan)
- Хёторьет (Hötorget)
- Т-Сентрален (T-Centralen)
- Гамла стан (Gamla stan)
- Слюссен (Slussen)
- Мидборьярплацен (Medborgarplatsen)
- Сканстулль (Skanstull)
- Гулльмарсплан (Gullmarsplan)
- Шермарбринк (Skärmarbrink)
- Блосут (Blåsut)
- Сандсборг (Sandsborg)
- Скугсщиркугорден (Skogskyrkogården)
- Таллькруген (Tallkrogen)
- Губбенген (Gubbängen)
- Хёкаренген (Hökarängen)
- Фарста (Farsta)
- Фарста странд (Farsta strand)

### T19
- Хессельбю странд (Hässelby strand)
- Хессельбю горд (Hässelby gård)
- Юханнелунд (Johannelund)
- Веллингбю (Vällingby)
- Рокста (Råcksta)
- Блаккеберг (Blackeberg)
- Исландсторьет (Islandstorget)
- Энгбиплан (Ängbyplan)
- Окесхов (Åkeshov)
- Бруммаплан (Brommaplan)
- Абрахамсберг (Abrahamsberg)
- Стура моссен (Stora mossen)
- Альвик (Alvik)
- Кристинеберг (Kristineberg)
- Торильдсплан (Thorildsplan)
- Фридхемсплан (Fridhemsplan)
- Санкт Эриксплан (Sankt Eriksplan)
- Уденплан (Odenplan)
- Родмансгатан (Rådmansgatan)
- Хёторьет (Hötorget)
- Т-Сентрален» (T-Centralen)
- Гамла стан (Gamla stan)
- Слюссен (Slussen)
- Мидборьярплацен (Medborgarsplatsen)
- Сканстулль (Skanstull)
- Гулльмарсплан (Gullmarsplan)
- Глобен (Globen)
- Энхеде горд (Enskede gård)
- Соккенплан (Sockenplan)
- Сведмира (Svedmyra)
- Стуребю (Stureby)
- Бандхаген (Bandhagen)
- Хёгдален (Högdalen)
- Рогсвед (Rågsved)
- Хагсетра (Hagsätra)